# Stigma (slovo)
Stigma (grč. Στίγμα, Stígma, veliko slovo Ϛ, malo ϛ) slovo je koje se nekada rabilo u grčkom alfabetu za skup /st/ ispred /s/ i /t/. Kasnije je ispalo iz uporabe u riječima, ali ostalo je kao oznaka broja 6.
Standardi Unicode i HTML podržavaju simbola stigma:
|                      | Unikod | Unikod                    | HTML     | HTML | izgled ovisi o pregledniku | poveznice (engl.)                |
| k. točka             | naziv  | kod                       | entitet  |      | izgled ovisi o pregledniku | poveznice (engl.)                |
| -------------------- | ------ | ------------------------- | -------- | ---- | -------------------------- | -------------------------------- |
| Broj stigma (veliki) | U+03DA | GREEK LETTER STIGMA       | &#x03DA; | nema | Ϛ                          | detaljni podaci test preglednika |
| Broj stigma (mali)   | U+03DB | GREEK SMALL LETTER STIGMA | &#x03DB; | nema | ϛ                          | detaljni podaci test preglednika |

## Vanjske poveznice
- Opoudjis - Stigma